# Tỉnh trưởng Chính phủ Nhân dân tỉnh An Huy
Tỉnh trưởng Chính phủ Nhân dân tỉnh An Huy (tiếng Trung: 安徽省人民政府省长, bính âm: Ān Huī xǐng rénmín zhèngfǔ shěng zhǎng, An Huy tỉnh Nhân dân Chính phủ Tỉnh trưởng) gọi tắt là Tỉnh trưởng An Huy, là chức vụ lãnh đạo hành chính toàn bộ tỉnh An Huy, thủ trưởng của Chính phủ Nhân dân tỉnh An Huy, được bầu cử bởi Đại hội Đại biểu Nhân dân tỉnh An Huy, bổ nhiệm bởi Tổng lý Quốc vụ viện, lãnh đạo bởi Đảng viên Đảng Cộng sản Trung Quốc. Công vụ viên lãnh đạo, là Tỉnh trưởng Hắc Long Giang có cấp bậc chính tỉnh – chính bộ, thường là Ủy viên Ủy ban Trung ương Đảng Cộng sản Trung Quốc các khóa.
Trong lịch sử Cộng hòa Nhân dân Trung Hoa, chức vụ Tỉnh trưởng Chính phủ Nhân dân tỉnh An Huy có các tên gọi là Chủ tịch Chính phủ Nhân dân tỉnh An Huy (1952 – 1955), Tỉnh trưởng Ủy ban Nhân dân tỉnh An Huy (1955 – 1967), Chủ nhiệm Ủy ban Quân Giải phóng Nhân dân Trung Quốc Kiểm soát tỉnh An Huy (1967 – 1968), Chủ nhiệm Ủy ban Cách mạng tỉnh An Huy (1968 – 1979), và Tỉnh trưởng Chính phủ Nhân dân tỉnh An Huy (1979 đến nay). Tất cả các tên gọi này dù khác nhau nhưng cùng có ý nghĩa là Thủ trưởng Hành chính tỉnh An Huy, tức nghĩa Tỉnh trưởng Chính phủ Nhân dân tỉnh An Huy hiện nay.
Tỉnh trưởng Chính phủ Nhân dân tỉnh An Huy hiện tại là Vương Thanh Hiến.

## Lịch sử

### Thời kỳ đầu

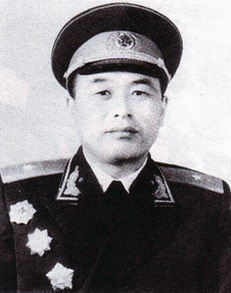
Thượng tướng Lý Đức Sinh (1916 – 2011), Phó Chủ tịch Đảng, Lãnh đạo Quốc gia, Chủ nhiệm An Huy (1967 – 1973).

Vạn Lý (bên trái) cùng Mao Trạch Đông, Chu Ân Lai, Chu Đức, Bành Chân thảo luận về xây dựng Thiên An Môn.

Sau khi Cộng hòa Nhân dân Trung Hoa thành lập vào năm 1949, An Huy bị phân thành hai khu hành chính cấp tỉnh là Hoàn Bắc và Hoàn Nam, lấy Trường Giang làm ranh giới. Thủ trưởng khu vực này từ năm 1949 đến năm 1952 là Tống Nhiệm Cùng (tiếng Trung: 宋任穷, bính âm: Sòng Rèn Qióng, Latinh: Song Renqiong, tên cũ: 宋韵琴, Biệt hiệu: Tống Vận Cầm. 1909 – 2005), Thượng tướng Quân Giải phóng Nhân dân Trung Quốc, cán bộ cao cấp sau đó là Ủy viên Bộ Chính trị Đảng Cộng sản Trung Quốc, Trưởng Ban Tổ chức Trung ương Đảng Cộng sản Trung Quốc. Vào ngày 7 tháng 8 năm 1952, Ủy ban Hành chính Hoàn Bắc và Ủy ban Hành chính Hoàn Nam được sáp nhập để thành lập Chính phủ Nhân dân tỉnh An Huy. Tằng Hy Thánh (tiếng Trung: 曾希聖, bính âm: Céng Xī Shèng, Latinh: Zeng Xisheng. 1904 – 1968) là Chủ tịch Chính phủ Nhân dân tỉnh từ năm 1952 – 1955.
Vào tháng 3 năm 1955, Chính quyền Nhân dân tỉnh An Huy được tổ chức lại thành Ủy ban Nhân dân tỉnh An Huy. Tỉnh trưởng Ủy ban Nhân dân tỉnh An Huy trong 12 năm (1955 – 1967) là Hoàng Nham. Trong thời kỳ Nạn đói lớn ở Trung Quốc (1959 – 1961), số người tử vong vì nguyên nhân không bình thường tại tỉnh An Huy là 6,33 triệu người, chiếm 18,37% trong tổng dân số 34,46 triệu dân của tỉnh khi đó, đạt tỷ lệ cao nhất trong số các tỉnh tại Trung Quốc. Hoàng Nham (tiếng Trung: 黄岩, bính âm: Huángyán, Latinh: Huang Yan. 1912 – 1989) là thủ trưởng hành chính, phụ trách hồi phục An Huy trong những năm này.
Giai đoạn 1967 – 1968, Trung tướng Giải phóng quân Nhân dân Trung Quốc Tiền Quân (tiếng Trung: 钱钧, bính âm: Qián Jūn, Latinh: Quan Jun. 1905 – 1990) kiểm soát tỉnh. Sau đó, tháng 4 năm 1968, Ủy ban Cách mạng tỉnh An Huy được thành lập, lần lượt ba Chủ nhiệm là Lý Đức Sinh (1968 – 1973), Tống Bội Chương (tiếng Trung: 宋佩璋, bính âm: Sòngpèizhāng, Latinh: Song Peizhang. 1919 – 1989), Vạn Lý (1977 – 1979). Có tới hai vị lãnh đạo quốc gia (về sau), từng giữ vị trí Chủ nhiệm Ủy ban Cách mạng tỉnh An Huy là Lý Đức Sinh (tiếng Trung: 李德生, bính âm: Lǐdéshēng, Latinh: Li Desheng. 1916 – 2011), Thượng tướng Quân Giải phóng Nhân dân Trung Quốc, Ủy viên Ban Thường vụ Bộ Chính trị Đảng Cộng sản Trung Quốc (lãnh đạo quốc gia vị trí thứ 6, năm 1973 – 1975), Phó Chủ tịch Ủy ban Trung ương Đảng Cộng sản Trung Quốc, Ủy viên Bộ Chính trị Đảng Cộng sản Trung Quốc khóa 9, 10, 11, 12, Chủ nhiệm Tổng cục Chính trị Quân Giải phóng Nhân dân Trung Quốc và Vạn Lý (tiếng Trung: 万里, bính âm: Wànlǐ, Latinh: Wan Li, tên khai sinh: 万明礼, Hán – Việt: Vạn Minh Lễ. 1916 – 2015), là người quan trọng trong lịch sử An Huy. 

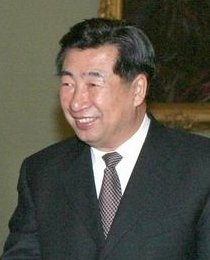
Hồi Lương Ngọc (1944), nguyên Ủy viên Bộ Chính trị, nguyên Phó Tổng lý Quốc vụ viện, Lãnh đạo cấp Phó Quốc gia, Tỉnh trưởng An Huy (1994 – 1998).

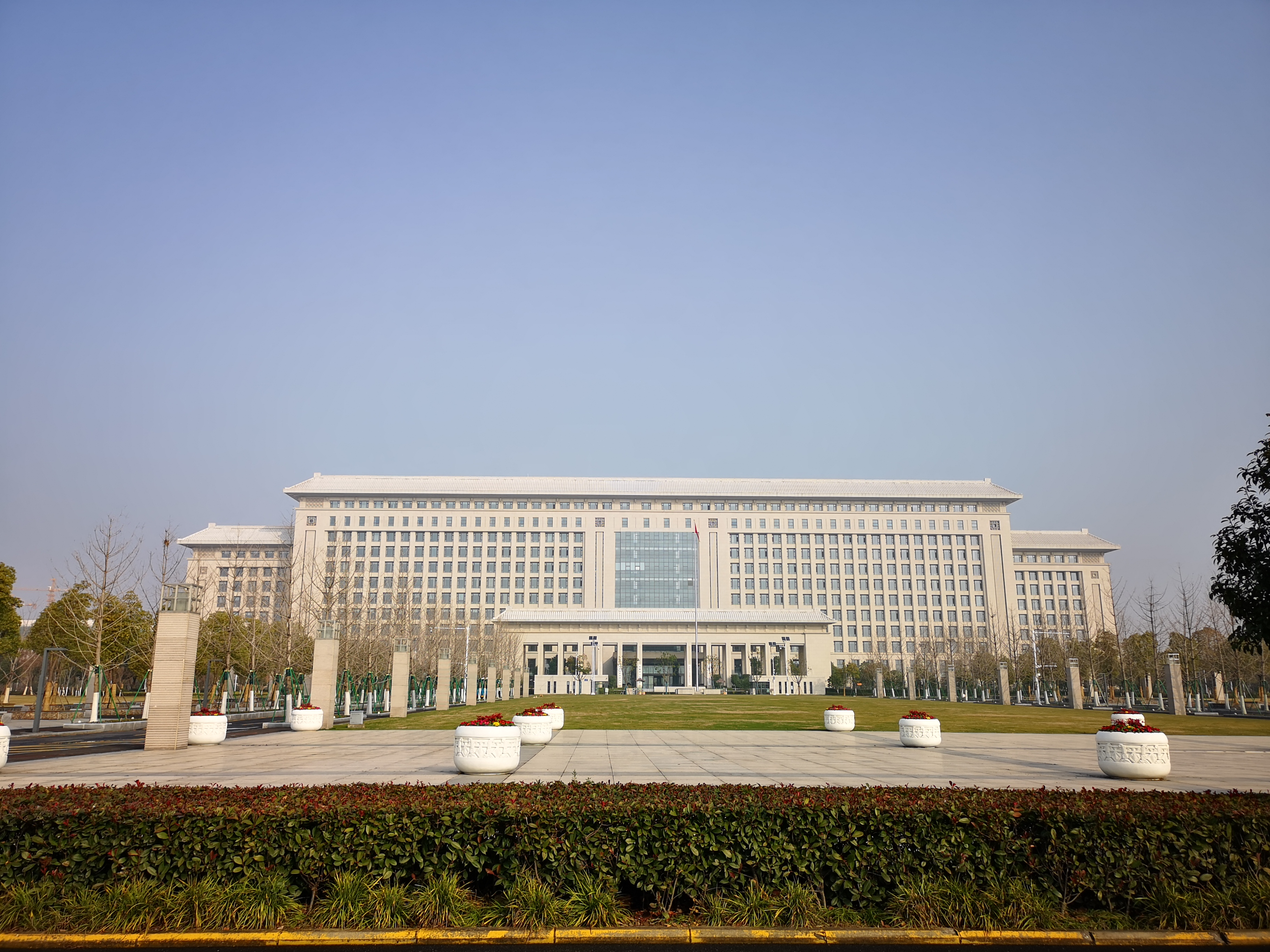
Trụ sở Chính phủ Nhân dân tỉnh An Huy, tại Quận Bao Hà, Hợp Phì.

### Sau năm 1977
Vào tháng 6 năm 1977, Vạn Lý là lãnh đạo An Huy (Bí thư Tỉnh ủy kiêm Chủ nhiệm Ủy ban Cách mạng tỉnh) đã thực hiện một bước đi táo bạo, Thanh lọc hoàn toàn. Sau đó, chiến dịch đầu tiên là hỗ trợ sản xuất hàng hóa cho hộ gia đình, mở đầu bằng làng Tiểu Cương (小岗村), và sau đó mở rộng khắp tỉnh. Ông trở thành người tiên phong và lãnh đạo cải cách và mở cửa nông nghiệp Trung Quốc cùng Triệu Tử Dương. Sau khi rời An Huy, ông giữ chức Ủy viên Bộ Chính trị Đảng Cộng sản Trung Quốc, Bí thư Ban Bí thư Ủy ban Trung ương Đảng Cộng sản Trung Quốc, Phó Tổng lý Quốc vụ viện, Chủ nhiệm Ủy ban Nông nghiệp Nhà nước Trung Quốc, Chủ nhiệm Ủy ban Quốc phòng Trung ương Trung Quốc và sau đó là Ủy viên trưởng Ủy ban Thường vụ Đại hội Đại biểu Nhân dân Toàn quốc (lãnh đạo quốc gia 1988 – 1993).

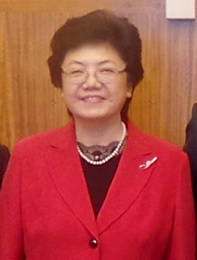
Lý Bân (1954), Tiến sĩ Kinh tế, Phó Chủ tịch Chính Hiệp, Tỉnh trưởng An Huy 2011 – 2013.

Tháng 12 năm 1979, Ủy ban Cách mạng tỉnh An Huy được đổi tên thành Chính quyền nhân dân tỉnh An Huy được tái lập. Từ đó đến nay, có tới 14 Tỉnh trưởng Chính phủ Nhân dân tỉnh An Huy, gồm Trương Kính Phu (tiếng Trung: 张劲夫, bính âm: Zhāngjìnfū, Latinh: Zhang Jingfu. 1914 – 2015) giai đoạn 1979 – 1981, Chu Tử Kiện (tiếng Trung: 周子健, bính âm: Zhōu zǐ jiàn, Latinh: Zhou Zijian. 1914 – 2003) giai đoạn 1981 – 1983, Vương Úc Chiêu (tiếng Trung: 王郁昭, bính âm: Wángyùzhāo, Latinh: Wang Yuzhao. 1926 – 2016) giai đoạn 1983 – 1987, Lô Vinh Cảnh (tiếng Trung: 卢荣景, bính âm: Lúróngjǐng, Latinh: Lu Rongjing. 1933) giai đoạn 1987 – 1989, Phó Tích Thọ (tiếng Trung: 傅锡寿, bính âm: Fùxīshòu, Latinh: Fu Xishou. 1931 – 2015) giai đoạn 1989 – 1994, Hồi Lương Ngọc (tiếng Trung: 回良玉, bính âm: Huí liáng yù, Latinh: Hui Liangyu. 1944) giai đoạn 1994 – 1998, Vương Thái Hoa (tiếng Trung: 王太华, bính âm: Wángtàihuá, Latinh: Wang Taihua. 1945) giai đoạn 1998 – 2000, Hứa Trọng Lâm (tiếng Trung: 许仲林, bính âm: Xǔ zhònglín, Latinh: Xu Zhonglin. 1943) giai đoạn 2000 – 2002, Vương Kim Sơn (tiếng Trung: 王金山, bính âm: Wángjīnshān, Latinh: Wang Jinshan. 1945) giai đoạn 2002 – 2007, Vương Tam Vận (tiếng Trung: 王三运, bính âm: Wángsānyùn, Latinh: Wang Sanyun. 1952) giai đoạn 2007 – 2011, Lý Bân (tiếng Trung: 李斌, bính âm: Lǐbīn, Latinh: Li Bin. Biệt hiệu: Chất Văn. 1954) giai đoạn 2011 – 2013, Vương Học Quân (tiếng Trung: 王学军, bính âm: Wángxuéjūn, Latinh: Wang Xuejun. 1952) giai đoạn 2013 – 2015, Lý Cẩm Bân (2015 – 2016), Lý Quốc Anh (2016 – nay). Trong đó, Hồi Lương Ngọc là cán bộ cao nhất, về sau là Ủy viên Bộ Chính trị Đảng Cộng sản Trung Quốc khóa 16, Phó Tổng lý Quốc vụ viện, Tổng Chỉ huy Bộ Chỉ huy Phòng chống lụt bão hạn hán Quốc gia Trung Quốc.
Năm 2018, An Huy là tỉnh đông thứ tám về số dân, đứng thứ 13 về kinh tế Trung Quốc với 63,2 triệu dân, tương đương với Pháp và ba nghìn tỷ NDT (445 tỷ USD), tương đương với Na Uy. An Huy có chỉ số GDP đầu người đứng thứ hai mươi hai, đạt 47.712 NDT (tương ứng 7.210 USD).
Hiện tại, Lý Bân là Phó Chủ tịch Chính Hiệp, người phụ nữ đầu tiên và duy nhất từng là Tỉnh trưởng An Huy. Lý Cẩm Bân (tiếng Trung: 李锦斌, bính âm: Lǐjǐnbīn, Latinh: Li Jinbin. 1958) là Bí thư Tỉnh ủy tỉnh An Huy và Lý Quốc Anh (tiếng Trung: 李國英, bính âm: Lǐguóyīng, Latinh: Li Guoying. 1963) là Tỉnh trưởng Chính phủ Nhân dân tỉnh An Huy đương nhiệm, cả ba đều là Ủy viên Ủy ban Trung ương Đảng Cộng sản Trung Quốc khóa XIX.

## Danh sách Tỉnh trưởng
Từ năm 1949 tính đến hiện tại, Chính phủ Nhân dân tỉnh An Huy có 21 Tỉnh trưởng Chính phủ Nhân dân.
| STT                                                                                      | Đồng chí                                                   | Quê quán                                                   | Sinh năm                                                   | Nhiệm kỳ                                                   | Chức vụ về sau (gồm hiện) | Chức vụ trước, tình trạng                                                         |
| Thủ trưởng hành chính khu vực Nam gồm An Huy (1949 – 1952)                               | Thủ trưởng hành chính khu vực Nam gồm An Huy (1949 – 1952) | Thủ trưởng hành chính khu vực Nam gồm An Huy (1949 – 1952) | Thủ trưởng hành chính khu vực Nam gồm An Huy (1949 – 1952) | Thủ trưởng hành chính khu vực Nam gồm An Huy (1949 – 1952) | Thủ trưởng hành chính khu vực Nam gồm An Huy (1949 – 1952) | Thủ trưởng hành chính khu vực Nam gồm An Huy (1949 – 1952)                        |
| ---------------------------------------------------------------------------------------- | ---------------------------------------------------------- | ---------------------------------------------------------- | ---------------------------------------------------------- | ---------------------------------------------------------- | --- | --------------------------------------------------------------------------------- |
| 0                                                                                        | Tống Nhiệm Cùng                                            | Trường Sa, Hồ Nam                                          | 1909 – 2005                                                | 1949 – 08/1952                                             | - Thượng tướng Quân Giải phóng - Nguyên Ủy viên Bộ Chính trị - Nguyên Trưởng Ban Tổ chức Trung ương - Nguyên Phó Chủ nhiệm Ủy ban Cố vấn Trung ương - Nguyên Bí thư Tỉnh ủy Vân Nam - Nguyên Bộ trưởng Bộ Công nghiệp cơ giới - Nguyên Phó chủ tịch Chính hiệp - Nguyên Chính ủy Quân khu Thẩm Dương.                     | Qua đời năm 2005.                                                                 |
| Chủ tịch Chính phủ Nhân dân tỉnh An Huy (1952 – 1955)                                    |                                                            |                                                            |                                                            |                                                            | |                                                                                   |
| 1                                                                                        | Tằng Hy Thánh                                              | Tư Hưng, Hồ Nam                                            | 1904 – 1968                                                | 08/1952 – 03/1955                                          | Nguyên Bí thư thứ hai Cục Trung ương Hoa Đông. | Qua đời năm 1968 tại Nam Kinh.                                                    |
| Tỉnh trưởng Ủy ban Nhân dân tỉnh An Huy (1955 – 1967)                                    |                                                            |                                                            |                                                            |                                                            | |                                                                                   |
| 2                                                                                        | Hoàng Nham                                                 | Lục An, An Huy                                             | 1912 – 1989                                                | 03/1955 – 04/1967                                          | Nguyên Tỉnh trưởng Chính phủ Nhân dân tỉnh An Huy. | Qua đời năm 1989 tại Hợp Phì.                                                     |
| Chủ nhiệm Ủy ban Quân Giải phóng Nhân dân Trung Quốc kiểm soát tỉnh An Huy (1967 – 1968) |                                                            |                                                            |                                                            |                                                            | |                                                                                   |
| 3                                                                                        | Tiền Quân                                                  | Tín Dương, Hà Nam                                          | 1905 – 1990                                                | 04/1967 – 04/1968                                          | - Trung tướng Quân Giải phóng - Nguyên Phó Tư lệnh Quân khu Nam Kinh | Qua đời năm 1990 tại Nam Kinh.                                                    |
| Chủ nhiệm Ủy ban Cách mạng tỉnh An Huy (1968 – 1979)                                     |                                                            |                                                            |                                                            |                                                            | |                                                                                   |
| 4                                                                                        | Lý Đức Sinh                                                | Tín Dương, Hà Nam                                          | 1916 – 2011                                                | 04/1968 – 12/1973                                          | - Thượng tướng Quân Giải phóng - Nguyên Ủy viên Ban Thường vụ Bộ Chính trị - Lãnh đạo Quốc gia vị trí thứ Sáu, năm 1973 – 1975 - Nguyên Phó Chủ tịch Ủy ban Trung ương Đảng - Nguyên Ủy viên Bộ Chính trị khóa IX, X, XI, XII - Nguyên Chủ nhiệm Tổng cục Chính trị Quân Giải phóng - Nguyên Tư lệnh Quân khu Thẩm Dương. | Qua đời năm 2011 tại Bắc Kinh.                                                    |
| 5                                                                                        | Tống Bội Chương                                            | Lâm Thành, Hà Bắc                                          | 1919 – 1989                                                | 05/1975 – 06/1977                                          | Nguyên Bí thư Tỉnh ủy An Huy | Qua đời năm 1989 tại Nam Kinh.                                                    |
| 6                                                                                        | Vạn Lý                                                     | Đông Bình, Sơn Đông                                        | 1916 – 2015                                                | 06/1977 – 12/1979                                          | - Nguyên Ủy viên trưởng Nhân Đại - Llãnh đạo Quốc gia 1988 – 1993 - Nguyên Phó Tổng lý Quốc vụ viện - Nguyên Ủy viên Bộ Chính trị - Nguyên Bí thư Ban Bí thư - Nguyên Bí thư Tỉnh ủy An Huy - Nuyên Bộ trưởng Bộ Đường sắt Trung Quốc.                                                                                    | Lãnh đạo quốc gia, Qua đời năm 2015 tại Bắc Kinh.                                 |
| Tỉnh trưởng Chính phủ Nhân dân tỉnh An Huy (1989 – nay)                                  |                                                            |                                                            |                                                            |                                                            | |                                                                                   |
| 7                                                                                        | Trương Kính Phu                                            | Phì Đông, An Huy                                           | 1914 – 2015                                                | 12/1979 – 03/1981                                          | - Nguyên Bí thư Tỉnh ủy An Huy - Nguyên Chủ nhiệm Ủy ban Kinh tế Quốc gia - Nguyên Ủy viên Quốc vụ - Nguyên Bộ trưởng Bộ Tài chính - Nguyên Ủy viên Ủy ban Cố vấn Trung ương Đảng | Qua đời năm 2015 tại Bắc Kinh.                                                    |
| 8                                                                                        | Chu Tử Kiện                                                | Lâm Tuyền, An Huy                                          | 1914 – 2003                                                | 03/1981 – 04/1983                                          | Nguyên Bộ trưởng Bộ Công nghiệp Thứ nhất Trung Quốc. | Qua đời năm 2003 tại Bắc Kinh.                                                    |
| 9                                                                                        | Vương Úc Chiêu                                             | Văn Đăng, Sơn Đông                                         | 1926 – 2016                                                | 04/1983 – 06/1987                                          | Nguyên Ủy viên Ủy ban Chính Hiệp | Qua đời năm 2016 tại Bắc Kinh.                                                    |
| 10                                                                                       | Lô Vinh Cảnh                                               | Lư Giang, An Huy                                           | 1933 –                                                     | 06/1987 – 04/1989                                          | Nguyên Bí thư Tỉnh ủy tỉnh An Huy. | Phó Bí thư Tỉnh ủy tỉnh An Huy.                                                   |
| 11                                                                                       | Phó Tích Thọ                                               | Bắc Kinh                                                   | 1931 – 2015                                                | 04/1989 – 12/1994                                          | Nguyên Ủy viên Ủy ban Chính Hiệp | Qua đời năm 2015 tại Hợp Phì.                                                     |
| 12                                                                                       | Hồi Lương Ngọc                                             | Trường XuânCát Lâm                                         | 1944 –                                                     | 12/1994 – 10/1998                                          | - Nguyên Ủy viên Bộ Chính trị khóa XVI - Nguyên Phó Tổng lý Quốc vụ viện - Nguyên Bí thư Tỉnh ủy Giang Tô - Nguyên Bí thư Tỉnh ủy An Huy - Nguyên Tổng Chỉ huy Bộ Chỉ huy Phòng chống lụt bão hạn hán Quốc gia - Nguyên Chủ tịch Chính Hiệp Hồ Bắc.                                                                       | Phó Bí thư Tỉnh ủy tỉnh Hồ Bắc.                                                   |
| 13                                                                                       | Vương Thái Hoa                                             | Hưng Quốc, Giang Tây                                       | 1945 –                                                     | 10/1998 – 01/2000                                          | - Nguyên Ủy viên Ủy ban Chính Hiệp - Nguyên Chủ nhiệm Ủy ban Lịch sử và Học vấn | Đồng chí nữ, Tổng cục trưởng Tổng cục Phát thanh, Điện ảnh, Truyền hình Quốc gia. |
| 14                                                                                       | Hứa Trọng Lâm                                              | Thường Châu, Giang Tô                                      | 1943 –                                                     | 01/2000 – 10/2002                                          | Nguyên Phó Chủ nhiệm Ủy ban Pháp lý và Xã hội Chính Hiệp Trung Quốc. | Phó Bí thư Tỉnh ủy tỉnh Giang Tô.                                                 |
| 15                                                                                       | Vương Kim Sơn                                              | Công Chúa Lĩnh, Cát Lâm                                    | 1945 –                                                     | 10/2002 – 12/2007                                          | Nguyên Phó Chủ nhiệm Ủy ban Nông nghiệp và Nông thôn Đại hội Đại biểu Nhân dân Trung Quốc | Phó Bí thư Tỉnh ủy tỉnh Giang Tô.                                                 |
| 16                                                                                       | Vương Tam Vận                                              | Chức Kim, Quý Châu                                         | 1952 –                                                     | 12/2007 – 11/2011                                          | Nguyên Bí thư Tỉnh ủy tỉnh Cam Túc. | Bị bắt và khai trừ khỏi Đảng năm 2017 vì tội nhận hối lộ.                         |
| 17                                                                                       | Lý Bân                                                     | Phủ Thuận, Liêu Ninh                                       | 1954 –                                                     | 12/2011 – 03/2013                                          | Phó Chủ tịch Chính hiệp toàn quốc khóa XIII. | Đồng chí nữ, Chủ nhiệm Ủy ban Kế hoạch hóa gia đình và Y tế Quốc gia Trung Quốc.  |
| 18                                                                                       | Vương Học Quân                                             | Nam Bì, Hà Bắc                                             | 1952 –                                                     | 03/2013 – 06/2015                                          | - Nguyên Bí thư Tỉnh ủy An Huy - Nguyên Chủ nhiệm Nhân Đại An Huy | Phó Tổng thư ký Quốc vụ viện Cộng hòa Nhân dân Trung Hoa.                         |
| 19                                                                                       | Lý Cẩm Bân                                                 | Cẩm Châu, Liêu Ninh                                        | 1958 –                                                     | 06/2015 – 09/2016                                          | - Bí thư Tỉnh ủy An Huy - Chủ nhiệm Nhân Đại An Huy | Trưởng Ban Tổ chức Tỉnh ủy Thiểm Tây.                                             |
| 20                                                                                       | Lý Quốc Anh                                                | Hứa Xương, Hà Nam                                          | 1963 –                                                     | 09/2016 – 02/2021                                          | - Ủy viên Trung ương khóa XIX - Bộ trưởng Bộ Thủy lợi | Phó Bộ trưởng Bộ Thủy lợi                                                         |
| 21                                                                                       | Vương Thanh Hiến                                           | Vĩnh Niên, Hà Bắc                                          | 1963                                                       | 02/2021                                                    | - Phó Bí thư Tỉnh ủy - Tỉnh trưởng An Huy. | Bí thư Thành ủy Thanh Đảo                                                         |

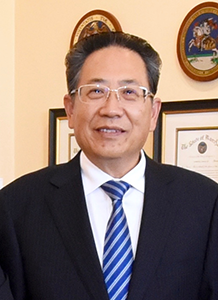
Lý Cẩm Bân (1958 –), nguyên Tỉnh trưởng Chính phủ Nhân dân An Huy (2015 – 2016).
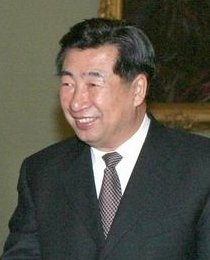
Hồi Lương Ngọc (1944 –), nguyên Ủy viên Bộ Chính trị, Phó Tổng lý Quốc vụ viện, nguyên Tỉnh trưởng Chính phủ Nhân dân tỉnh An Huy (1994 – 1998).
Vương Úc Chiêu (1926 – 2016), nguyên Tỉnh trưởng An Huy (1983 – 1987).
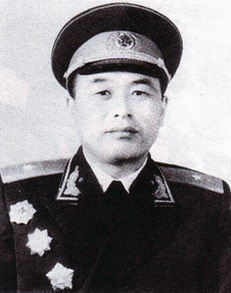
Lý Đức Sinh (1916 – 2011), Thượng tướng Quân Giải phóng Nhân dân Trung Quốc, nguyên Chủ nhiệm Ủy ban Cách mạng tỉnh An Huy (1968 – 1973).
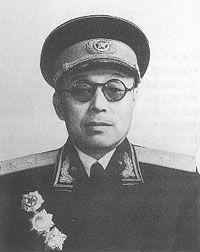
Tiền Quân (1905 – 1990), Trung tướng Quân Giải phóng, nguyên Chủ nhiệm Ủy ban Quân Giải phóng Nhân dân Trung Quốc Kiểm soát tỉnh An Huy (1967 – 1968).
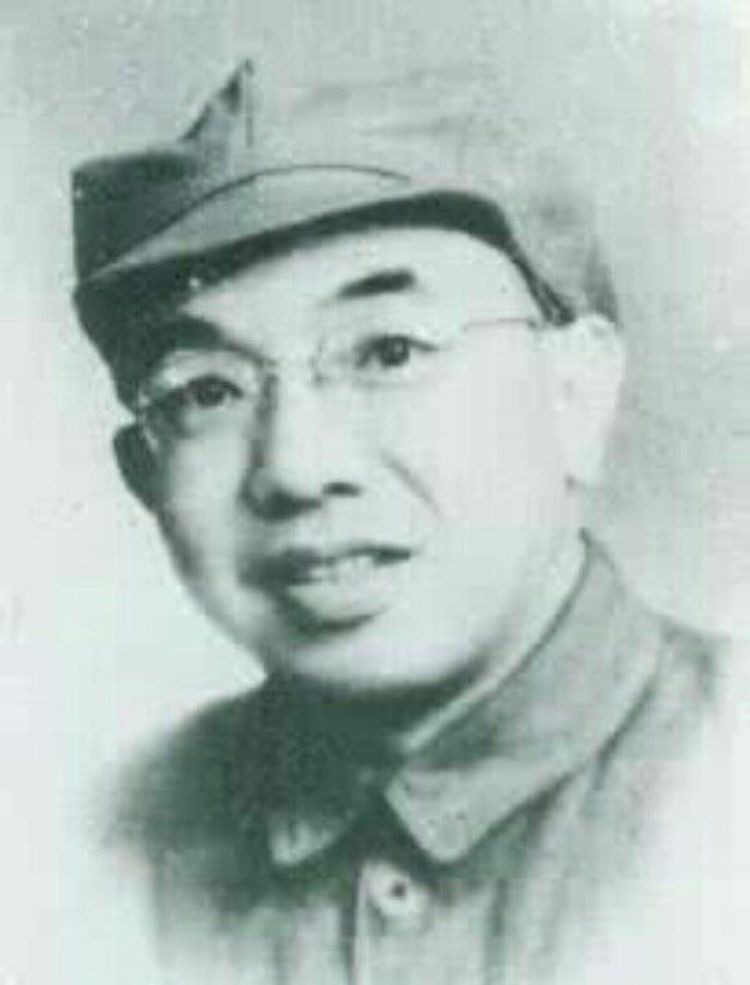
Tằng Hy Thánh (1904 – 1968), nguyên Chủ tịch Chính phủ Nhân dân tỉnh An Huy (1952 – 1955).

## Tên gọi khác
Chủ tịch Chính phủ Nhân dân tỉnh An Huy

An Huy

- Tằng Hy Thánh, nguyên Chủ tịch Chính phủ Nhân dân tỉnh An Huy.

Tỉnh trưởng Ủy ban Nhân dân tỉnh An Huy
- Hoàng Nham, nguyên Tỉnh trưởng Ủy ban Nhân dân tỉnh An Huy.

Chủ nhiệm Ủy ban Quân Giải phóng Nhân dân Trung Quốc Kiểm soát tỉnh An Huy
- Tiền Quân, Trung tướng Quân Giải phóng Nhân dân Trung Quốc, nguyên Chủ nhiệm Ủy ban Quân Giải phóng Nhân dân Trung Quốc Kiểm soát tỉnh Anh Huy.

Chủ nhiệm Ủy ban Cách mạng tỉnh An Huy
- Lý Đức Sinh, Thượng tướng Quân Giải phóng Nhân dân Trung Quốc, nguyên Chủ nhiệm Ủy ban Cách mạng tỉnh An Huy.
- Tống Bội Chương, nguyên Chủ nhiệm Ủy ban Cách mạng tỉnh An Huy.
- Vạn Lý, nguyên Chủ nhiệm Ủy ban Cách mạng tỉnh An Huy.

## Các lãnh đạo quốc gia

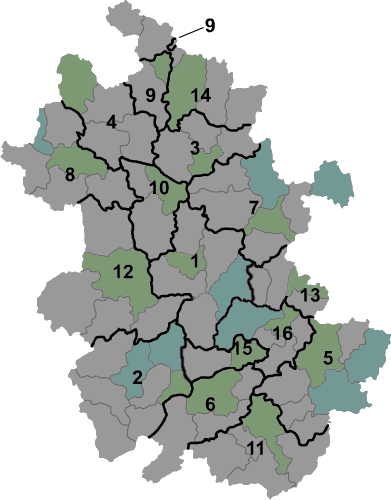
Bản đồ An Huy

Trong quãng thời gian từ năm 1949 đến nay, Chính phủ Nhân dân tỉnh Giang Tô có hai lãnh đạo quốc gia nào từng giữ vị trí Thủ trưởng cơ quan hành chính tỉnh Giang Tô. Đó là:
- Vạn Lý (1916 – 2015), nguyên Ủy viên trưởng Ủy ban Thường vụ Đại hội Đại biểu Nhân dân Toàn quốc (lãnh đạo quốc gia 1988 – 1993), nguyên Phó Tổng lý Quốc vụ viện, nguyên Ủy viên Bộ Chính trị Đảng Cộng sản Trung Quốc, nguyên Bí thư Ban Bí thư Ủy ban Trung ương Đảng Cộng sản Trung Quốc, nguyên Bí thư Tỉnh ủy tỉnh An Huy.
- Lý Đức Sinh (1916 – 2011), Thượng tướng Quân Giải phóng Nhân dân Trung Quốc, nguyên Ủy viên Ban Thường vụ Bộ Chính trị Đảng Cộng sản Trung Quốc (lãnh đạo quốc gia vị trí thứ 6, năm 1973 – 1975), nguyên Phó Chủ tịch Ủy ban Trung ương Đảng Cộng sản Trung Quốc, nguyên Ủy viên Bộ Chính trị Đảng Cộng sản Trung Quốc khóa 9, 10, 11, 12, nguyên Chủ nhiệm Tổng cục Chính trị Quân Giải phóng Nhân dân Trung Quốc.

Có hai cán bộ cao cấp từng giữ vị trí là:
- Hồi Lương Ngọc (1944 –), nguyên Ủy viên Bộ Chính trị Đảng Cộng sản Trung Quốc khóa 16, nguyên Phó Tổng lý Quốc vụ viện, nguyên Bí thư Tỉnh ủy tỉnh An Huy.